# Eleazar (sumo sacerdote)
Eleazar (ou Eleázar), (no hebraico אֶלְעָזָר " Deus ajuda"), foi o terceiro filho de Aarão com Eliseba, levita, sacerdote e Sumo Sacerdote de Israel. Com sua esposa, filha de Putiel, teve um filho Finéias. Tornou-se no chefe da família dos levitas. Com a morte de seus irmãos Nadabe e Abiú, foi nomeado para assumir o oficio do pai. Os seus irmãos não tiveram filhos.  
Ele e o irmão mais novo, Itamar, deram descendência aos sacerdotes no santuário. De acordo com a tradição bíblica, apenas os descendentes de Aarão, poderiam ser elevados ao cargo de Sumo sacerdote. 
No monte Hor, subiu juntamente com o pai, Aarão, e o tio, Moisés, altura em que as vestes de Sumo sacerdote foram transferidas de Aarão para Eleazar, sucedendo-se, então, a morte de Aarão. Subsequentemente, Eleázar passou a exercer as funções de Sumo Sacerdote de Israel, que tinham sido do pai. 
Juntamente com Moisés, fizeram o recenseamento dos israelitas nas capinas de Moabe, próximo do rio Jordão, em frente a Jericó.
Eleázar morreu e foi sepultado em Gibeá, nos montes de Efraim.